# Nanzhao, Anhui
Nanzhao (kinesiska: 南照)  är en köping i östra Kina. Den ligger i Yingshang härad i staden Fuyang i provinsen Anhui, omkring 150 kilometer nordväst om provinshuvudstaden Hefei. Antalet invånare är 35995. Befolkningen består av 17 673 kvinnor och 18 322 män. Barn under 15 år utgör 23,0 %, vuxna 15-64 år 65 %, och äldre över 65 år 11,0 %.